# Myitsone-Talsperre
Die Myitsone-Talsperre (birmanisch မြစ်ဆုံ တာတမံ; wörtlich übersetzt: Zusammenfluss-Talsperre) ist eine geplante Talsperre mit einem Wasserkraftwerk am Irrawaddy in Burma (Myanmar). Der Staudammbau wurde zwischen dem Staatsrat für Frieden und Entwicklung und der China Power Investment Corporation vereinbart. 2007 begann die Einrichtung der Baustelle, Ende 2009 begannen die eigentlichen Bauarbeiten. Im Oktober 2011 wurde die Baustelle stillgelegt.

## Standort
Die Dammbaustelle liegt 3,2 km unterhalb des Zusammenflusses der Flüsse Mali und N'Mai, ungefähr 42 km nördlich von Myitkyina, der Hauptstadt des Kachin-Staates in Nord-Myanmar.
Die Quelle beider Flüsse, N'mai und Mali, sind Gletscher des Himalaya in Nord-Burma in der Nähe zum 28. Breitengrad Nord. Der östliche davon, der N'mai, ist der größere Fluss, er entspringt im Languela-Gletscher nördlich von Putao. Er ist wegen seiner starken Strömung nicht schiffbar, während der kleinere westliche Fluss, der Mali, trotz einiger Stromschnellen schiffbar ist.

## Planung
Der Damm ist als Steinschüttdamm mit Betonoberfläche (CFRD) geplant. Er soll 152 m hoch und ebenso lang werden. Das Kraftwerk soll – wenn es einmal fertig sein wird – über eine elektrische Leistung von 3600 Megawatt verfügen. 90 % des erzeugten Stroms sollen nach China, insbesondere nach Yunnan, geliefert werden, der Rest ist für Kachin bestimmt. China wird dafür umgerechnet 400 Millionen Euro pro Jahr zahlen. Die Baukosten wurden im Jahre 2011 auf 3,6 Milliarden US$ geschätzt.
Der Irrawaddy/Myitsone-Staudamm ist der größte von sieben großen Talsperren, die am Mali, am N'Mai und am Irrawaddy geplant werden. Die China Power Investment Corporation  ist Projektmanager der Wasserkraftprojekte im Zusammenflussgebiet.
| Ort                    | MW     |
| ---------------------- | ------ |
| Myitsone               | 3600   |
| Chibwe-Talsperre       | 2000   |
| Pashe-Talsperre        | 1600   |
| Lakin-Talsperre        | 1400   |
| Phizaw-Talsperre       | 1500   |
| Kaunglanphu-Talsperre  | 1700   |
| Laiza-Talsperre        | 1560   |
| Chibwe Creek-Talsperre | 65     |
| Gesamt                 | 13.360 |

## Soziale und ökologische Folgen
Der Stausee wird 766 km² Land mit 47 Dörfern überfluten und mehr als 10.000 ethnische Jingpo vertreiben. Es werden auch Tempel, Kirchen und Kulturerbestätten untergehen. Diese Aussichten bewogen die Jingpo und viele andere Bewohner von Kachin zu anhaltenden Protesten gegen das Vorhaben.
Zudem würde der Bau der Talsperre nachhaltige Umweltschäden nach sich ziehen, auch flussabwärts im Tal des Irrawaddy, und unter anderem die Biodiversität einschneidend verringern.

## Einstellung der Bauarbeiten
Im September 2011 teilte Myanmars Präsident Thein Sein dem Parlament seine Entscheidung mit, angesichts des Widerstandes in Kachin die Bauarbeiten bis auf Weiteres einstellen zu lassen, „weil es nicht der Wille des Volkes sei“.
Die örtliche Bevölkerung kommt weiterhin an den Jahrestagen des Einstellungsbeschlusses vor der stillgelegten Baustelle zum Gebet zusammen. Sie will ihre Proteste fortsetzen, bis das Projekt endgültig aufgegeben wird.